# Haraiki
Haraiki est un atoll situé dans l'archipel des Tuamotu en Polynésie française. Haraiki est administrativement rattaché à la commune de Makemo située à 80 km au nord.

## Géographie
Haraiki est localisé à 42 km au sud-ouest de Marutea Nord, le plus proche atoll, et à 600 km à l'est de Tahiti. C'est un petit atoll triangulaire de 7 km de longueur et 5 km de largeur maximales pour environ 3,5 km2 de terres émergées et un lagon de 11 km2 accessible par une large passe naturelle située au sud.
D'un point de vue géologique, l'atoll est l'excroissance corallienne (d'un hauteur de 295 mètres) du sommet d'un très petit mont volcanique sous-marin homonyme – qui mesure 2 465 mètres depuis le plancher océanique – formé il y a 49,9 à 50,6 millions d'années.
L'atoll est habité de manière plus ou moins temporaire par une vingtaine de personnes, provenant essentiellement de l'atoll de Makemo et vivant au nord de l'île dans le village d'Opipine. Cependant, le recensement de la population effectué en 2017 n'y dénombre officiellement qu'un seul habitant permanent.

## Histoire

### Découverte par les Européens
La première notification de cet atoll, par un Européen, a été faite par l'explorateur français Louis Antoine de Bougainville lors de son expédition en Polynésie en 1768,. Le navigateur espagnol Domingo de Boenechea l'aborde le 31 octobre 1772, le nomme San Quintín, et y revient le 2 novembre 1774. L'atoll est abordé le 6 mars 1826 par le capitaine britannique Frederick William Beechey qui lui donne le nom d'île Crocker, et enfin le 30 mars 1837 par son compatriote l'explorateur Edward Belcher.

### Période moderne
Vers 1850, l'atoll devient un territoire français. En février 1906, un important cyclone détruit l'intégralité de la végétation de l'atoll.
Lors de l'éclipse solaire totale du 11 juillet 2010, Haraiki était, avec l'atoll voisin d'Hikueru, l'un des lieux terrestres où la magnitude (1,054) et la durée (4 min 03 s) de l'éclipse étaient les plus importantes au monde.

## Économie
Haraiki est exploité sur tous les motus le constituant pour la production de noix de coco et de coprah.